# Artiom Markiełow
Artiom Walerjewicz Markiełow, ros. Артём Валерьевич Маркелов (ur. 10 września 1994 w Moskwie) – rosyjski kierowca wyścigowy. Wicemistrz ATS Formel 3 Cup w 2013 roku oraz wicemistrz Formuły 2 w 2017.

## Życiorys

### Formuła ADAC Masters
Markiełow rozpoczął karierę w wyścigach samochodowych w roku 2011, od startów w ADAC Formuła Masters. Stawał tam jedenastokrotnie na podium, a raz na jego najwyższym stopniu. Dorobek 251 punktów dał mu czwartą pozycję w klasyfikacji generalnej.

### Formuła 3
W 2011 roku Rosjanin wystartował również gościnnie w Formule 3 Euroseries z ekipą Motopark. W trzech wyścigach zajął odpowiednio 12, 11 i 11 pozycję. Od 2012 roku Markiełow startuje w ATS Formel 3 Cup z ekipą Lotus. W pierwszym sezonie startów dwukrotnie zwyciężał. Uzbierane 155 punktów pozwoliło mu zająć siódme miejsce w klasyfikacji kierowców. Rok później 21 razy stawał na podium, a dwukrotnie na jego najwyższym stopniu. Dorobek 339 punktów pozwolił mu zdobyć tytuł wicemistrzowski.

### Toyota Racing Series
W przerwie zimowej sezonu 2014 Artiom postanowił spróbować swych sił w Mistrzostwach Toyota Series. Reprezentując ekipę Giles Motorsport, trzykrotnie stanął na podium. W klasyfikacji generalnej uplasował się na 8. miejscu.
W drugim podejściu związał się z zespołem M2 Competition. Rosjanin pięciokrotnie stawał na podium i zdobył o ponad pięćdziesiąt punktów więcej. Mimo to ponownie sklasyfikowany został na 8. pozycji w końcowej klasyfikacji.

### Seria GP2/Formuła 2
Na sezon 2014 Rosjanin podpisał kontrakt z rosyjską ekipą Russian Time na startu w Serii GP2. Wystartował łącznie w 22 wyścigach i raz zdobywał punkty – w głównym wyścigu w Belgii uplasował się na siódmej pozycji. Uzbierał łącznie sześć punktów, które zapewniły mu 24. miejsce w końcowej klasyfikacji kierowców. W porównaniu do doświadczonego Nowozelandczyka Mitcha Evansa (czwarty z dorobkiem 174 punktów) jego wyniki prezentowały się więc bardzo słabo. Przy okazji zasłynął z brawurowej jazdy, za którą sędziowie sowicie go karali.
W drugim roku współpracy Markiełow poprawił swoją jazdę. Punktował sześciokrotnie, a podczas sobotniej rywalizacji na belgijskim torze Spa-Francorchamps, stanął na najniższym stopniu podium. Zdobył w klasyfikacji generalnej czterdzieści osiem punktów, dzięki którym zmagania zakończył na 13. pozycji. Ponownie jednak nie ustrzegł się jednak błędów, przez które eliminował rywali i otrzymywał kary. Mimo lepszej postawy po raz kolejny został jednak wyraźnie przyćmiony przez Evansa, który był piąty w dorobkiem 135 punktów.
Artiom ponownie dostał swoją szansę również w sezonie 2016. Markiełow wyraźnie się poprawił. Na torze Sakhir dwukrotnie dojeżdżał na czwartej lokacie, natomiast główny wyścig na ulicznym torze Monte Carlo wygrał po wykorzystaniu okresu neutralizacji na torze. Dodatkowe dwa punkty uzyskał za sprawą najszybszego okrążenia, dzięki czemu wyszedł po raz pierwszy w karierze na prowadzenie w mistrzostwach tej serii. Szybko jednak stracił pozycję lidera na skutek dwóch kolejnych nieudanych weekendów. Sobotnią rywalizację w azerskim Baku zakończył na barierce po walce z Francuzem Arthurem Pic'em. Dzień później popisał się jednak świetnym finiszem z końca stawki, awansując na piąte miejsce. Tej samej sztuki nie dokonał jednak na austriackim Red Bull Ringu, gdzie rozbił bolid na mokrym wyjeździe z pit-lane. Sprint zakończył na jedenastej lokacie. Na kolejne podium czekał aż do ostatniej rundy na torze Yas Marina w Abu Zabi. Sobotnią rywalizację zakończył bowiem na trzeciej pozycji. Artiom punktował łącznie w dwunastu wyścigach, dzięki czemu zdobył dziewięćdziesiąt siedem punktów. Pozwoliło mu to na zajęcie 10. pozycji w klasyfikacji generalnej.
W 2017 seria GP2 zmieniła nazwę na Formułę 2. Zespół Russian Time kontynuował jednak starty, natomiast Markiełow mógł zaliczyć trzeci sezon z rosyjską ekipą. Pierwszy wyścig w Bahrajnie zwiastował bardzo udany sezon – Rosjanin dzięki odpowiedniemu zarządzaniu ogumieniem zaliczył bardzo mocny finisz, dzięki czemu sięgnął po drugą wygraną w karierze. Na kolejne podium czekał do sobotniej rywalizacji w Monte Carlo. Tym razem musiał zadowolić się jednak drugą lokatą, za Brytyjczykiem Oliverem Rowlandem. Zmagania w Baku tym razem były solidne w jego wykonaniu – zajął bowiem odpowiednio czwartą i piątą pozycję, dzięki czemu otrzymał solidny zastrzyk punktów. Kolejna wygrana przyszła w sprincie na austriackim torze Red Bull Ring – Markiełow po starcie z pole position utrzymał prowadzenie i mimo dwukrotnej neutralizacji nie dał się pokonać Tajlandczykowi Alexandrowi Albonowi. Po czwartej i trzeciej lokacie na brytyjskim torze Silverstone Artiom znowu stanął przed szansą walki o zwycięstwo – tym razem na Węgrzech. Na prostej start-meta postanowił jednak zbyt mocno zaatakować lidera wyścigu, Brytyjczyka Rowlanda, co w konsekwencji doprowadziło do wyjazdu na trawę i stracenia kontroli nad pojazdem. Rosjanin dość mocno uderzył w barierę i konieczna była interwencja medyczna. Na drugi dzień był jednak zdolny do startów – spisał się nadzwyczaj dobrze, awansując na dziewiąte miejsce. Niepowodzenie na Hungaroringu powetował sobie drugą pozycją na belgijskim torze Spa-Francorchamps. W późniejszym czasie zamieniło się na zwycięstwo po dyskwalifikacji Leclerca. Dzięki udanym startom na hiszpańskim torze Jerez de la Frontera, gdzie był piąty i pierwszy, do Abu Zabi jechał z szansami na tytuł wicemistrzowski. W sobotniej rywalizacji na Yas Marina górą był Rowland, jednak później został zdyskwalifikowany za nieregulaminowy bolid. Dzięki temu Markiełow odniósł czwartą w sezonie wygraną i sięgnął po wicemistrzostwo za dominującym Charles’em Leclerkiem. W trakcie sezonu zdobył dwieście dziesięć punktów.

## Wyniki

### Podsumowanie
| Sezon | Seria                 | Zespół                         | Starty           | P1               | PP               | NO               | Podia            | Punkty           | Pozycja          |
| ----- | --------------------- | ------------------------------ | ---------------- | ---------------- | ---------------- | ---------------- | ---------------- | ---------------- | ---------------- |
| 2011  | ADAC Formel Masters   | Motopark                       | 23               | 1                | 0                | 4                | 11               | 251              | 4                |
| 2011  | Formuła 3 Euro Series | Motopark                       | 3                | 0                | 0                | 0                | 0                | 0                | NS†              |
| 2012  | ATS Formel 3 Cup      | Team Lotus                     | 27               | 2                | 0                | 1                | 3                | 155              | 7                |
| 2013  | ATS Formel 3 Cup      | Team Lotus                     | 26               | 2                | 0                | 2                | 21               | 339              | 2                |
| 2014  | Seria GP2             | Russian Time                   | 22               | 0                | 0                | 0                | 0                | 6                | 24               |
| 2015  | Seria GP2             | Russian Time                   | 21               | 0                | 0                | 0                | 1                | 48               | 13               |
| 2015  | Toyota Racing Series  | Giles Motorsport               | 16               | 0                | 0                | 0                | 3                | 525              | 8                |
| 2016  | Seria GP2             | Russian Time                   | 21               | 1                | 0                | 3                | 2                | 97               | 10               |
| 2016  | Toyota Racing Series  | M2 Competition                 | 15               | 0                | 0                | 0                | 5                | 588              | 8                |
| 2017  | Formuła 2             | Russian Time                   | 22               | 5                | 1                | 6                | 7                | 210              | 2                |
| 2018  | Formuła 2             | Russian Time                   | 24               | 3                | 0                | 5                | 7                | 186              | 5                |
| 2018  | Formuła 1             | Renault Sport Formula One Team | Kierowca testowy | Kierowca testowy | Kierowca testowy | Kierowca testowy | Kierowca testowy | Kierowca testowy | Kierowca testowy |
| 2019  | Super Formula         | UOMO Sunoco Team LeMans        | 5                | 0                | 0                | 1                | 0                | 0                | 21               |
| 2019  | Formuła 2             | MP Motorsport                  | 2                | 0                | 0                | 0                | 0                | 16               | 16               |
| 2019  | Formuła 2             | BWT Arden                      | 4                | 0                | 0                | 0                | 0                | 16               | 16               |
| 2020  | Formuła 2             | BWT HWA Racelab                | 23               | 0                | 0                | 0                | 0                | 5                | 18               |

† – Markiełow startował gościnnie, więc nie był zaliczany do klasyfikacji generalnej.

### GP2
| Legenda oznaczeń w tabelach wyników Wyświetl szablon na nowej stronie | Legenda oznaczeń w tabelach wyników Wyświetl szablon na nowej stronie                                                                     |
| Oznaczenie                                                            | Wyjaśnienie |
| --------------------------------------------------------------------- | --- |
| Złoty                                                                 | Zwycięzca lub mistrzostwo |
| Srebrny                                                               | 2. miejsce lub wicemistrzostwo |
| Brązowy                                                               | 3. miejsce lub II wicemistrzostwo |
| Zielony                                                               | Ukończył, punktował (w klasyfikacji generalnej, gdy zdobył co najmniej jeden punkt na przestrzeni sezonu, poza trzema powyższymi opcjami) |
| Niebieski                                                             | Ukończył, nie punktował (w klasyfikacji generalnej, gdy nie zdobył co najmniej jednego punktu na przestrzeni sezonu)                      |
| Czerwony                                                              | Nie zakwalifikował się (NZ) |
| Czerwony                                                              | Nie prekwalifikował się (NPK) |
| Różowy                                                                | Nie ukończył (NU) |
| Różowy                                                                | Niesklasyfikowany (NS) (w klasyfikacji generalnej, gdy nie został sklasyfikowany w żadnym wyścigu sezonu)                                 |
| Czarny                                                                | Zdyskwalifikowany (DK) |
| Czarny                                                                | Wykluczony (WYK/EX) |
| Biały                                                                 | Nie wystartował (NW) |
| Biały                                                                 | Kontuzjowany (K/INJ) |
| Biały                                                                 | Wyścig odwołany (OD/C) |
| Bez koloru                                                            | Został wycofany (WYC/WD) |
| Bez koloru                                                            | Nie przybył (NP/DNA) |
| Bez koloru                                                            | Nie brał udziału w treningach (NT/DNP) |
| Bez koloru                                                            | Nie został zgłoszony (–) |
| Pogrubienie                                                           | Start z pole position |
| Kursywa                                                               | Najszybsze okrążenie wyścigu |
| †                                                                     | Nie ukończył, ale jego rezultat został zaliczony ze względu na przejechanie więcej niż 90% dystansu wyścigu.                              |
| *                                                                     | Sezon w trakcie |
| 1/2/3                                                                 | Punktowana pozycja w sprincie kwalifikacyjnym                                                                                             |
| Lista systemów punktacji Formuły 1                                    | |

| Rok  | Zespół       | Wyniki w poszczególnych eliminacjach | Wyniki w poszczególnych eliminacjach | Wyniki w poszczególnych eliminacjach | Wyniki w poszczególnych eliminacjach | Wyniki w poszczególnych eliminacjach | Wyniki w poszczególnych eliminacjach | Wyniki w poszczególnych eliminacjach | Wyniki w poszczególnych eliminacjach | Wyniki w poszczególnych eliminacjach | Wyniki w poszczególnych eliminacjach | Wyniki w poszczególnych eliminacjach | Wyniki w poszczególnych eliminacjach | Wyniki w poszczególnych eliminacjach | Wyniki w poszczególnych eliminacjach | Wyniki w poszczególnych eliminacjach | Wyniki w poszczególnych eliminacjach | Wyniki w poszczególnych eliminacjach | Wyniki w poszczególnych eliminacjach | Wyniki w poszczególnych eliminacjach | Wyniki w poszczególnych eliminacjach | Wyniki w poszczególnych eliminacjach | Wyniki w poszczególnych eliminacjach | Punkty | Pozycja |
| ---- | ------------ | ------------------------------------ | ------------------------------------ | ------------------------------------ | ------------------------------------ | ------------------------------------ | ------------------------------------ | ------------------------------------ | ------------------------------------ | ------------------------------------ | ------------------------------------ | ------------------------------------ | ------------------------------------ | ------------------------------------ | ------------------------------------ | ------------------------------------ | ------------------------------------ | ------------------------------------ | ------------------------------------ | ------------------------------------ | ------------------------------------ | ------------------------------------ | ------------------------------------ | ------ | ------- |
| 2014 | Russian Time | BHR                                  | BHR                                  | ESP                                  | ESP                                  | MON                                  | MON                                  | AUT                                  | AUT                                  | GBR                                  | GBR                                  | DEU                                  | DEU                                  | HUN                                  | HUN                                  | BEL                                  | BEL                                  | ITA                                  | ITA                                  | RUS                                  | RUS                                  | ARE                                  | ARE                                  | 6      | 24      |
| 2014 | Russian Time | 15                                   | 10                                   | 11                                   | NU                                   | NU                                   | NU                                   | 21                                   | 16                                   | 18                                   | 17                                   | NU                                   | 12                                   | 16                                   | 20                                   | 7                                    | NU                                   | 21                                   | NU                                   | 16                                   | 12                                   | NU                                   | 19                                   | 6      | 24      |
| 2015 | Russian Time | BHR                                  | BHR                                  | ESP                                  | ESP                                  | MON                                  | MON                                  | AUT                                  | AUT                                  | GBR                                  | GBR                                  | HUN                                  | HUN                                  | BEL                                  | BEL                                  | ITA                                  | ITA                                  | RUS                                  | RUS                                  | BHR                                  | BHR                                  | ARE                                  | ARE                                  | 48     | 13      |
| 2015 | Russian Time | 13                                   | 12                                   | 12                                   | 5                                    | NU                                   | 14                                   | 5                                    | DK                                   | 21                                   | 14                                   | 22                                   | 18                                   | 3                                    | 5                                    | 5                                    | 14                                   | NU                                   | 12                                   | 15                                   | 8                                    | NU                                   | OD                                   | 48     | 13      |
| 2016 | Russian Time | ESP                                  | ESP                                  | MON                                  | MON                                  | AZE                                  | AZE                                  | AUT                                  | AUT                                  | GBR                                  | GBR                                  | HUN                                  | HUN                                  | GER                                  | GER                                  | BEL                                  | BEL                                  | ITA                                  | ITA                                  | MAL                                  | MAL                                  | ARE                                  | ARE                                  | 97     | 10      |
| 2016 | Russian Time | 4                                    | 4                                    | 1                                    | 8                                    | NU                                   | 5                                    | NU                                   | 11                                   | 10                                   | 12                                   | 9                                    | 4                                    | NU                                   | 9                                    | 5                                    | 21                                   | 10                                   | 10                                   | NW                                   | 13                                   | 3                                    | 7                                    | 97     | 10      |

### Formuła 2
| Rok  | Zespół          | Wyniki w poszczególnych eliminacjach | Wyniki w poszczególnych eliminacjach | Wyniki w poszczególnych eliminacjach | Wyniki w poszczególnych eliminacjach | Wyniki w poszczególnych eliminacjach | Wyniki w poszczególnych eliminacjach | Wyniki w poszczególnych eliminacjach | Wyniki w poszczególnych eliminacjach | Wyniki w poszczególnych eliminacjach | Wyniki w poszczególnych eliminacjach | Wyniki w poszczególnych eliminacjach | Wyniki w poszczególnych eliminacjach | Wyniki w poszczególnych eliminacjach | Wyniki w poszczególnych eliminacjach | Wyniki w poszczególnych eliminacjach | Wyniki w poszczególnych eliminacjach | Wyniki w poszczególnych eliminacjach | Wyniki w poszczególnych eliminacjach | Wyniki w poszczególnych eliminacjach | Wyniki w poszczególnych eliminacjach | Wyniki w poszczególnych eliminacjach | Wyniki w poszczególnych eliminacjach | Wyniki w poszczególnych eliminacjach | Wyniki w poszczególnych eliminacjach | Punkty | Pozycja |
| ---- | --------------- | ------------------------------------ | ------------------------------------ | ------------------------------------ | ------------------------------------ | ------------------------------------ | ------------------------------------ | ------------------------------------ | ------------------------------------ | ------------------------------------ | ------------------------------------ | ------------------------------------ | ------------------------------------ | ------------------------------------ | ------------------------------------ | ------------------------------------ | ------------------------------------ | ------------------------------------ | ------------------------------------ | ------------------------------------ | ------------------------------------ | ------------------------------------ | ------------------------------------ | ------------------------------------ | ------------------------------------ | ------ | ------- |
| 2017 | Russian Time    | BHR                                  | BHR                                  | CAT                                  | CAT                                  | MON                                  | MON                                  | BAK                                  | BAK                                  | RBR                                  | RBR                                  | SIL                                  | SIL                                  | HUN                                  | HUN                                  | SPA                                  | SPA                                  | MNZ                                  | MNZ                                  | JER                                  | JER                                  | YAS                                  | YAS                                  |                                      |                                      | 210    | 2       |
| 2017 | Russian Time    | 1                                    | 8                                    | 8                                    | 9                                    | 2                                    | 5                                    | 4                                    | 5                                    | 8                                    | 1                                    | 4                                    | 3                                    | 17†                                  | 9                                    | 1                                    | NU                                   | 9                                    | 15                                   | 5                                    | 1                                    | 1                                    | 6                                    |                                      |                                      | 210    | 2       |
| 2018 | Russian Time    | BHR                                  | BHR                                  | BAK                                  | BAK                                  | CAT                                  | CAT                                  | MON                                  | MON                                  | LEC                                  | LEC                                  | RBR                                  | RBR                                  | SIL                                  | SIL                                  | HUN                                  | HUN                                  | SPA                                  | SPA                                  | MNZ                                  | MNZ                                  | SOC                                  | SOC                                  | YAS                                  | YAS                                  | 186    | 5       |
| 2018 | Russian Time    | 3                                    | 1                                    | NU                                   | NU                                   | 8                                    | 9                                    | 1                                    | 4                                    | 14                                   | 14†                                  | 8                                    | 1                                    | 6                                    | 4                                    | 8                                    | 13                                   | 6                                    | 5                                    | 2                                    | 2                                    | 11                                   | 5                                    | 2                                    | 7                                    | 186    | 5       |
| 2019 |                 | BHR                                  | BHR                                  | BAK                                  | BAK                                  | CAT                                  | CAT                                  | MON                                  | MON                                  | LEC                                  | LEC                                  | RBR                                  | RBR                                  | SIL                                  | SIL                                  | HUN                                  | HUN                                  | SPA                                  | SPA                                  | MNZ                                  | MNZ                                  | SOC                                  | SOC                                  | YAS                                  | YAS                                  | 16     | 16      |
| 2019 | MP Motorsport   | –                                    | –                                    | –                                    | –                                    | –                                    | –                                    | 6                                    | 4                                    | –                                    | –                                    | –                                    | –                                    | –                                    | –                                    | –                                    | –                                    | –                                    | –                                    | –                                    | –                                    | –                                    | –                                    | –                                    | –                                    | 16     | 16      |
| 2019 | BWT Arden       | –                                    | –                                    | –                                    | –                                    | –                                    | –                                    | –                                    | –                                    | –                                    | –                                    | –                                    | –                                    | –                                    | –                                    | –                                    | –                                    | –                                    | –                                    | –                                    | –                                    | NU                                   | 10                                   | NU                                   | NU                                   | 16     | 16      |
| 2020 | BWT HWA Racelab | RBR                                  | RBR                                  | RBR                                  | RBR                                  | HUN                                  | HUN                                  | SIL                                  | SIL                                  | SIL                                  | SIL                                  | CAT                                  | CAT                                  | SPA                                  | SPA                                  | MNZ                                  | MNZ                                  | MUG                                  | MUG                                  | SOC                                  | SOC                                  | BHR                                  | BHR                                  | BHR                                  | BHR                                  | 5      | 18      |
| 2020 | BWT HWA Racelab | NU                                   | 18                                   | NW                                   | 16                                   | NU                                   | 14                                   | 18                                   | 11                                   | 19                                   | 11                                   | 12                                   | 16                                   | 16                                   | 8                                    | 17                                   | 16                                   | 8                                    | 20                                   | 15                                   | 12                                   | 22                                   | 10                                   | 13                                   | 20                                   | 5      | 18      |

### Super Formula
| Rok  | Zespół                  | Wyniki w poszczególnych eliminacjach | Wyniki w poszczególnych eliminacjach | Wyniki w poszczególnych eliminacjach | Wyniki w poszczególnych eliminacjach | Wyniki w poszczególnych eliminacjach | Wyniki w poszczególnych eliminacjach | Wyniki w poszczególnych eliminacjach | Punkty | Pozycja |
| ---- | ----------------------- | ------------------------------------ | ------------------------------------ | ------------------------------------ | ------------------------------------ | ------------------------------------ | ------------------------------------ | ------------------------------------ | ------ | ------- |
| 2019 | UOMO Sunoco Team LeMans | SUZ                                  | AUT                                  | SUG                                  | FUJ                                  | MOT                                  | OKA                                  | SUZ                                  | 0      | 21      |
| 2019 | UOMO Sunoco Team LeMans | 10                                   | NU                                   | 16                                   | 19                                   | 12                                   | –                                    | –                                    | 0      | 21      |